# Stary Las (Opole)
Stary Las [pronunciación en polaco: /ˈEstrellaɨ ˈlas/] (alemán Altewalde) es un pueblo ubicado en el distrito administrativo de Gmina Głuchołazy, dentro del Condado de Nysa, Voivodato de Opole, en el sur de Polonia occidental, cercano a la frontera checa. Se encuentra aproximadamente a 9 kilómetros al norte de Głuchołazy, a 11 kilómetros al sureste de Nysa, y a 49 kilómetros al suroeste de la capital regional Opole.
Antes de 1945, el área fue parte de Alemania.
El pueblo tiene una población de 720 habitantes.